# Khúc thụy du
"Khúc thụy du" là một bài thơ của Du Tử Lê sáng tác vào năm 1968. Đây là một trong những bài thơ nổi tiếng trong sự nghiệp của ông và được nhạc sĩ Anh Bằng phổ nhạc thành bài hát cùng tên.

## Hoàn cảnh sáng tác
Bài thơ được Du Tử Lê sáng tác vào năm 1968, với nguồn cảm hứng tình yêu của ông với một cô sinh viên ngành dược. Ông đã lấy tên đệm của cô gái là "Thụy", cộng với chữ đầu trong bút danh của mình "Du" làm nhan đề cho bài thơ. Nguyên gốc bài thơ có hơn 100 câu, tuy nhiên khi đăng trên tạp chí lại bị cắt một phần ba, sau này tác giả không nhớ bài thơ gốc nên sử dụng văn bản đã lược đi để in sách.

## Chuyển thể
Năm 1983, tập thơ tái bản tại Mỹ do một học sinh mang theo tặng Du Tử Lê bản in trước năm 1975. Hai năm sau, nhạc sĩ Anh Bằng đến tìm gặp Du Tử Lê tại một quán cà phê và cho biết mình là người đã phổ nhạc bài thơ của ông, dù trước đó hai người chưa từng quen biết. Bài hát được nhiều ca sĩ trong và ngoài nước thể hiện như Quang Dũng, Vũ Khanh, Ngọc Lan, Hồ Hoàng Yến. Nhưng phiên bản của Tuấn Ngọc thể hiện bằng chất giọng trầm buồn đã giúp bài hát trở nên phổ biến.
Bài hát viết theo nhịp 3/4, nhạc sĩ Anh Bằng đã chọn nhiều câu trong đoạn hai, ông còn sáng tác thêm một số câu thơ để phổ nhạc. Việc chuyển từ thơ sang nhạc của nhạc sĩ Anh Bằng cũng có nhiều ý kiến, cho rằng bài hát không truyền tải hết thông điệp và ý nghĩa của bài thơ, số khác thì cho rằng bài hát làm giảm đi sự đau thương, u ám của bài thơ.

## Đánh giá
Viết trên báo VnExpress, Nhà phê bình Phạm Xuân Nguyên nhận xét: "Tác phẩm thể hiện phong cách ngôn ngữ đặc trưng của Du Tử Lê, nhiều day dứt, tuyệt vọng. Ngoài gửi gắm mong ước cuộc tình kéo dài mãi mãi kể cả khi chết đi, bài thơ là tiếng cảm thán về số phận hữu hạn, mong manh của mỗi người. Khi được thổi hồn bằng ngôn ngữ âm nhạc, tác phẩm có chiều sâu, dễ đi vào lòng người hơn". Hà Thu của báo VnExpress, nhận định bài thơ "Khúc thụy du" khi được nhạc sĩ Anh Bằng phổ nhạc "không còn vẻ bi thương như tác phẩm gốc mà toát lên vẻ đẹp của tình yêu đôi lứa".